# 瓦斯塔區

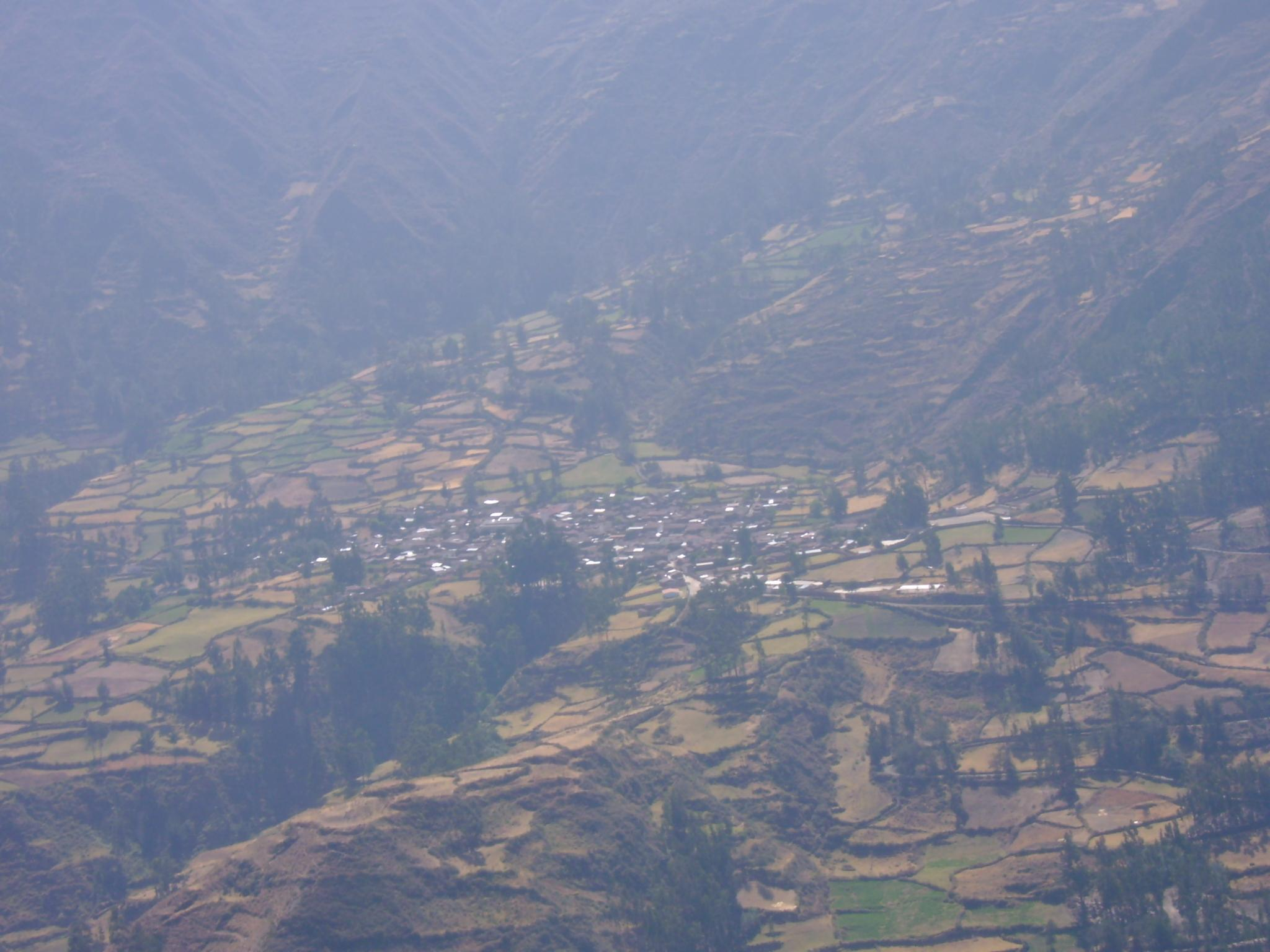

瓦斯塔區（西班牙語：Distrito de Huasta），是秘魯的一個區，位於該國北部安卡什大區的博洛涅西省，始建於1863年1月28日，面積387.91平方公里，海拔高度3,385米，2005年人口2,278，人口密度為每平方公里5.9人。

## 地理
- 亞納哈克山

10°07′26″S 77°09′26″W / 10.12385°S 77.1573°W